# Stephanie Forrest
Pour les articles homonymes, voir Forrest.
Stephanie Forrest (née vers 1958) est une informaticienne américaine et directrice du Biodesign Center for Biocomputing, Security and Society de the Biodesign Institute (en) de l'Université d'État de l'Arizona. Elle est auparavant professeure émérite d'informatique à l'Université du Nouveau-Mexique à Albuquerque. Elle est surtout connue pour ses travaux sur les systèmes adaptatifs, notamment les algorithmes génétiques, l'immunologie computationnelle, la modélisation biologique, la réparation automatisée de logiciels et la sécurité informatique.

## Formation et carrière
Après avoir obtenu son BA du St. John's College en 1977, Forrest étudie les sciences informatiques et de communication à l'Université du Michigan, où elle obtient sa maîtrise en 1982, et en 1985 son doctorat, avec une thèse intitulée « A study of parallelism in the classifier system and its application to classification in KL-ONE semantic networks.
Après l'obtention de son diplôme, Forrest travaille pour Teknowledge Inc. et au Centre d'études non linéaires du Laboratoire national de Los Alamos. En 1990, elle rejoint l'Université du Nouveau-Mexique, où elle est nommée professeure d'informatique et dirige le groupe des systèmes immunitaires informatiques et le laboratoire de calcul adaptatif. De 2006 à 2011, elle dirige le département d'informatique. Dans les années 1990, elle est également affiliée au Santa Fe Institute, où elle est vice-présidente par intérim pour le mandat 1999-2000.

## Travaux
Les intérêts de recherche de Forrest portent sur le domaine des « systèmes adaptatifs, y compris les algorithmes génétiques, l'immunologie computationnelle, la modélisation biologique, la réparation automatisée de logiciels et la sécurité informatique ».
Selon les National Academies, ses recherches depuis les années 1990 comprennent « le développement du premier système pratique de détection d'intrusion d'anomalies ; la conception de réponses automatisées aux cyberattaques ; les représentations de données non cryptographiques améliorant la confidentialité ; la modélisation basée sur des agents de réseaux informatiques à grande échelle ; et récemment, des travaux sur la réparation automatisée des vulnérabilités de sécurité. Elle mène de nombreux projets de modélisation informatique en biologie, où ses spécialités sont l'immunologie et les maladies évolutives, telles que Grippe et cancer ».
Stephanie Forrest propose en 2006, avec Josh Karlin et Jennifer Rexford Pretty good BGP (pgBGP), un système de détection distribué des anomalies, amélioré en 2008,.

## Prix et distinctions
En 1991, Forrest reçoit le prix présidentiel du jeune chercheur de la NSF et, en 2009, le prix IFIP TC2 Manfred Paul pour l'excellence en logiciel. En 2011, elle est lauréate du prix ACM - AAAI Allen Newell .